# Dady Brieva
Rubén Enrique Brieva (Santa Fe, 5 de marzo de 1957), conocido como Dady Brieva, es un actor, humorista, director y conductor argentino. Integró el trío cómico Midachi y ha trabajado como conductor en varios programas de radio y televisión, generalmente enfocados en el humor, los espectáculos o la política de su país.

## Biografía
Pasó su niñez y adolescencia en el barrio Villa María Selva, al norte de la ciudad de Santa Fe, hijo de una familia conservadora que se oponía a su sueño de ser actor. Su padre, que era comisario, decía: «eso es cosa de maricones». Esto lo ha contado él mismo, a modo de anécdota, en entrevistas y en algunos de sus monólogos.
Fue el último en unirse al trío cómico conocido como Midachi, ya que al principio sólo formaban un dúo Miguel del Sel y el Chino Volpato.
Tras la separación de Midachi en 1995, recibe un llamado de Marcos Mundstock, quien le propone reemplazar a Daniel Rabinovich para la gira de Les Luthiers por España, propuesta que finalmente no aceptó por compromisos laborales, el reemplazo en cuestión fue Horacio Fontova, posteriormente crean junto a Jorge Guinzburg y el Chino Volpato el programa humorístico Tres tristes tigres del Trece, es invitado en 1998 al programa Rompeportones, y fue muy popular al año siguiente su etapa conduciendo el programa Agrandadytos, por El trece. En dicho programa, de emisión semanal, entrevistaba a niños pequeños desde tres hasta aproximadamente doce años, los cuales contaban experiencias familiares, y en algunas ocasiones se les permitía interactuar con famosos, o con imitaciones de ellos.
En 2001 fue el protagonista junto a la multipremiada  Andrea del Boca de la exitosa telecomedia El sodero de mi vida por Canal 13. En el año 2004 protagonizó, junto a Romina Gaetani, la telecomedia Los secretos de papá, por el mismo canal. En 2006 participó en el segmento Bailando por un sueño del programa Showmatch de Canal 13, conducido por Marcelo Tinelli. Llegó a la final, pero perdió la votación telefónica con la actriz Carmen Barbieri, quien se consagró ganadora. También fue conductor de un programa de televisión llamado El gran juego de las provincias, junto al humorista Diego Pérez.
En marzo de 2007 (y hasta 2008) condujo la segunda mañana de Radio Mitre (AM 790) en su programa Dady 790. También realizó en ese año la exitosa película Incorregibles, junto al reconocido Guillermo Francella, que se estrenó en julio de 2007. Hizo la voz del personaje de historietas Isidoro Cañones en Isidoro: La película. En agosto de 2007 se estrenó Más que un hombre, su primera película como guionista y director de cine, largometraje en el que también actuó junto a Gerardo Vallina.
En 2008 hizo la temporada de verano en Mar del Plata con el éxito de su obra Midachi de película junto a Miguel del Sel y al Chino Volpato. En 2011 participó del segmento La terapia del jurado, en el programa Sábado show de Canal 13. Luego, realizó un espectáculo unipersonal, Dadyman, recuerdos de barrio, que es un racconto de sus mejores monólogos. Como tuvo gran éxito en el teatro Ópera de Buenos Aires, comenzó después una gira por el interior del país y Uruguay. En 2016 participó en la película El ciudadano ilustre, donde actuó junto a Oscar Martínez y Andrea Frigerio.
En 2023 condujo Peronismo para todos, junto a Felicitas Bonavitta y Rinconet por C5N.

## Vida personal
Tiene dos hijos varones de su primer matrimonio con Evelia Duarte. En diciembre de 2013 se casó con la bailarina Mariela Anchipi, con la que tiene otros dos hijos, Felipe, nacido en 2010, y Rosario, nacida en abril de 2013.

## Trayectoria

### Midachi
1. 1983 - Tomo I
2. 1991 - Tomo II
3. 1993 - Tomo III
4. 1995 - Tomo IV
5. 1997 - Dady y Chino en sincro
6. 2000 - El regreso del humor
7. 2003 - 20 años no es nada
8. 2006 - En cinta
9. 2008 - De película
10. 2010 - Circus
11. 2017 - Kindon

### Televisión
| Año                 | Título                          | Personaje                | Canal | Notas                                                 |
| ------------------- | ------------------------------- | ------------------------ | ----- | ----------------------------------------------------- |
| 1991                | Peor es nada                    | Dady                     |       | (Invitado especial junto a Midachi)                   |
| 1992                | Almorzando con Mirtha Legrand   | Mucama                   |       | (Invitado especial junto a Midachi)                   |
| 1992-2002           | Videomatch                      | Humorista invitado       |       |                                                       |
| 1996                | Tres tristes tigres del Trece   | Conductor                |       |                                                       |
| 1996                | Poliladron                      | Montes                   |       | (Participación especial)                              |
| 1998                | Rompeportones                   | Humorista invitado       |       | (Participación especial)                              |
| 1998-1999           | Gasoleros                       | Tucho                    |       | (Elenco protagónico)                                  |
| 1999-2001/2004-2005 | Agrandadytos                    | Conductor                |       |                                                       |
| 1999                | La Argentina de Tato            | Tito Merello             |       | (Participación especial)                              |
| 2000                | Midachi, el regreso del humor   | Dady Brieva              |       | (Programa especial)                                   |
| 2001                | El sodero de mi vida            | Alberto Muzzopappa       |       | (Protagonista)                                        |
| 2002                | Dadyvertido                     | Conductor                |       |                                                       |
| 2002                | Poné a Francella                | Enfermero                |       | (Participación especial en sketch "Cuidado Hospital") |
| 2003                | Costumbres argentinas           | Esposo de Julia Pagliaro |       | (Participación un episodio)                           |
| 2004-2005           | Los secretos de papá            | Rubén Jilguero           |       | (Protagonista)                                        |
| 2006                | Midachi TV                      | Conductor                |       |                                                       |
| 2006                | El gran juego de las provincias | Conductor                |       | (Junto a Diego Pérez)                                 |
| 2006                | Bailando por un sueño           | Participante             |       | (Segundo puesto)                                      |
| 2011                | Los únicos                      | Alberto Pérez Olmos      |       | (Personaje recurrente)                                |
| 2011                | Susana Giménez                  | Humorista                |       | (Sketches con invitados)                              |
| 2011                | El puntero                      | Atilio Verdaguer         |       | (Personaje recurrente)                                |
| 2011                | Sábado Show                     | Conductor                |       | (Las terapias de Dady)                                |
| 2011                | Volver al ruedo                 | Cameo                    |       | (Especial de Fundación Huésped)                       |
| 2012/2014-2019/2021 | Showmatch                       | Él mismo                 |       | (Invitado en la Sección de humor)                     |
| 2014-2015           | Guapas                          | Mario "Tano" Manfredi    |       | (Personaje recurrente)                                |
| 2015                | Dady TV                         | Conductor                | CN23  |                                                       |
| 2016                | La pulsera                      | Martín                   |       | (Protagonista)                                        |
| 2023                | Peronismo para todos            | Conductor                | C5N   |                                                       |
| 2023-presente       | Duro de domar                   | Panelista                | C5N   |                                                       |

## Cine
| Año  | Título                                | Papel                                | Director                          |
| ---- | ------------------------------------- | ------------------------------------ | --------------------------------- |
| 1992 | Siempre es difícil volver a casa      | Ramiro                               | Jorge Polaco                      |
| 2006 | Cars: Una aventura sobre ruedas       | (Doblaje para Latinoamérica de Mate) | John Lasseter                     |
| 2007 | Isidoro: la película                  | (Voz de isidoro Cañones)             | José Luis Massa                   |
| 2007 | Incorregibles                         | Pedro Domínguez                      | Rodolfo Ledo                      |
| 2007 | Más que un hombre                     | Norberto                             | Dady Brieva y Gerardo Vallina     |
| 2016 | El ciudadano ilustre                  | Antonio                              | Mariano Cohn y Gastón Duprat      |
| 2017 | Fontanarrosa, lo que se dice un ídolo | Corto “No sé si he sido claro”.      | Juan Pablo Buscarini              |
| 2017 | Cantantes en guerra                   | Abogado                              | Fabián Forte                      |
| 2019 | Olmedo, el rey de la risa             | Entrevistado                         | Mariano Olmedo                    |
| 2019 | 4x4                                   | Dr. Enrique Ferrari                  | Mariano Cohn                      |
| 2023 | El Villano                            | Él mismo                             | Luis Ziembrowski y Gabriel Reches |
| 2024 | Paisaje                               | Padre                                | Matías Rojo                       |
| 2025 | La virgen de la tosquera              |                                      | Laura Casabé                      |

#### Videoclips
- 1997:  Ojo con los Orozco, León Gieco

### Publicidad
- Claro (compañía de teléfonos)
- Ibu 400 (medicamento)

## Premios
- Premios Martín Fierro 2001: Mejor actor de telecomedia (El sodero de mi vida)
- Premios Martín Fierro 2011: Mejor labor humorística (Susana Giménez)